# Václav Deyl
Václav Deyl (25. března 1905, Třesovice – 19. února 1982, Praha) byl český spisovatel knih pro děti a mládež, publicista, voják z povolání.

## Život
Václav Deyl se narodil v Třesovicích u Hradce Králové v učitelské rodině. Učitelem byl jeho otec Václav Deyl st. i děd.
Václav Deyl byl pokřtěn, ale z římskokatolické církve vystoupil v roce 1920. Maturoval na reálce v Hradci Králové v roce 1922 a ve studiu pokračoval na Vojenské akademii v Hranicích, kde patřil mezi nejlepší studenty. V roce 1924 byl vyřazen jako poručík a stal se vojákem z povolání; dále studoval na Vysoké škole válečné v Praze (do 1. 10. 1934 Válečná škola).
Oženil se v říjnu 1932 s Augustinou Chundelákovou, úřednicí pocházející z Lysé nad Labem, tč. pracující v Pardubicích. V tom samém roce dosáhl hodnosti kapitána.
Do roku 1938 pracoval Václav Deyl na Generálním štábu československé armády. Za okupace působil v civilním sektoru (Ministerstvo veřejných prací a Ústav hydrologický a hydrotechnický).
Po osvobození byl zaměstnán ve Vojenské kanceláři prezidenta republiky a od roku 1950 do roku 1960 v různých vojenských útvarech; v roce 1960 odešel do výslužby. V roce 1965 připomněly Literární noviny spisovatelovy šedesátiny.
O soukromém životě Václava Deyla (rodina, děti) se nepodařilo dohledat spolehlivé informace (s výjimkou data sňatku výše). Zemřel 19. února 1982 v Praze.

## Dílo

### Příspěvky do časopisů a deníků
Václav Deyl přispíval do řady časopisů a deníků:
- Pod pseudonymem Lev Vladyka psal v letech 1927–1933 do Humoristických listů,[7] Lidových Novin,[8] a Národních listů[9].
- V předválečném odborném armádním tisku se objevují jeho příspěvky z oblasti vojenství, podepsané vlastním jménem a hodností.[10]
- Vlastním jménem podepisoval také Václav Deyl v letech Protektorátu své příspěvky humorného charakteru do týdeníku Pestrý týden[11] a dalších periodik.

### Knižní tvorba
Do roku 1943, kdy vydal první dětskou knihu, (ale i později) vydával Václav Deyl knihy naučného nebo učebnicového charakteru. Z doby jeho působení v Ústavu hydrologickém a hydrotechnickém pochází odborná publikace o činnosti tohoto ústavu v roce 1942.

#### Knihy pro děti a mládež
Knihy pro děti a cestopisné a životopisné romány pro mládež vydával Václav Deyl od roku 1943, např.:
- Pohádky perníkového dědka (il. Otakar Mrkvička, vydal Karel Červenka, Praha, 1943); kniha byla přijata kritikou vcelku příznivě, i když s mírnými výhradami.[14]
- Příběhy z Medové stráně (il. Vojtěch Kubašta, vydal Vyšehrad, Praha, 1943)
- Divočina. Povídky z přírody (il. Vladimír Kovářík, vydalo Doleželovo nakladatelství, Červený Kostelec, 1943), jde o cyklus sedmi próz určených i dospělým: Zorčin návrat, Potměšilý lovec, Pod Šibeňákem, Tulačka, Škaredý samotář, Tonda, Ztracená ves)
- Vlk Rahú (příběh z doby kamenné, il. Otakar Mrkvička, vydal Karel Červenka, Praha, 1944)
- Přes moře a hory (příběh českého dobrodruha a kartografa ze 17. století Augustina Heřmana, il. Karel Pekárek, mapy Jan Novotný, Doležalovo nakladatelství, Červený Kostelec, 1945)
- Podivuhodné tajemství (Vilém Šmidt, Praha 1948)
- Lovec života (Osudy Alberto Vojtěcha Friče, il. Jan Hladík, Mladá fronta, Praha, 1954)

### Příběhy z Medové stráně
Příběhy z Medové stráně jsou nejúspěšnější (a podle názoru odborníků i nejkvalitnější) pohádkovou knihou Václava Deyla. K popularitě knihy přispěly i půvabné ilustrace Vojtěcha Kubašty. S nimi vydává nakladatelství Vyšehrad Příběhy z Medové stráně opakovaně, od prvního vydání v roce 1943 do současnosti. Podle námětu knihy Příběhy z Medové stráně vyrobila Československá televize v roce 1974 sedmidílný Večerníček.

#### Obsah knihy Příběhy z medové stráně
V prvním díle Veselé dobrodružství se na Medové stráni objeví králík Stříbrný nosík, který utekl z králíkárny a kterého pronásledují psi Hurda a Rámus. Zachrání ho hlemýžď Pižla, moudrá želva Veruna a ostatní zvířátka, která zde žijí. Stříbrný nosík se na stráni usadí, seznámí se s králičí slečnou Mikulkou. Po překážkách a dobrodružstvích se s Mikulkou ožení.
Ve druhém díle Daleká výprava vyleze hlemýžď Pižla omylem na nohy čápa Babiráda, který s ním odletí do hnízda, k čápatům Kuklíkovi a Puklíkovi. Po cestě domů překoná Pižla mnoho překážek; nakonec se šťastně dostane na Medovou stráň i s novým přítelem z cest, pavoukem Kratiknotem.